# Tiếng Trung Quốc
Tiếng Trung Quốc (giản thể: 中国话; phồn thể: 中國話; Hán-Việt: Trung Quốc thoại; bính âm: Zhōngguó huà), còn gọi là tiếng Trung, tiếng Hoa, tiếng Hán, tiếng Tàu, Trung văn (中文 Zhōng wén), Hoa ngữ (華語/华语 Huá yǔ), Hoa văn (華文/华文), Hán ngữ (漢語/汉语 Hàn yǔ), là một nhóm các ngôn ngữ tạo thành một ngữ tộc trong ngữ hệ Hán-Tạng. Một số ngôn ngữ học gọi tiếng Trung là ngữ tộc Hán (Tiếng Anh: Chinese languages hoặc Sinitic languages) nhằm nhấn mạnh tiếng Trung là một nhóm các ngôn ngữ khác nhau chứ không phải là một ngôn ngữ duy nhất. Tiếng Trung là tiếng mẹ đẻ của người Hán, chiếm đa số tại Trung Quốc và là ngôn ngữ chính hoặc phụ của các dân tộc thiểu số tại đây. Gần 1,2 tỉ người (chừng 16% dân số thế giới) có tiếng mẹ đẻ là một biến thể tiếng Hoa nào đó.
Các dạng tiếng Trung Quốc khác nhau thường được người bản ngữ coi là các phương ngữ của cùng một ngôn ngữ. Tuy nhiên, do không có tính thông hiểu lẫn nhau (mutual intelligibility), chúng được nhiều nhà ngôn ngữ học coi là các ngôn ngữ riêng biệt trong cùng một họ ngôn ngữ, giống như kiểu nhóm ngôn ngữ Rôman. Ngành nghiên cứu về mối quan hệ lịch sử giữa các thứ tiếng Trung Quốc vẫn còn khá non trẻ. Hiện tại, hầu hết các phân loại đều xếp từ 7 đến 13 nhóm khu vực chính dựa trên sự phát triển ngữ âm từ tiếng Hán trung cổ, trong đó ngôn ngữ được nói nhiều nhất cho đến nay là tiếng Quan Thoại (với khoảng 800 triệu người nói, tương đương 66%), tiếp theo là nhánh Mân (75 triệu, ví dụ tiếng Mân Nam), nhánh Ngô (74 triệu, ví dụ tiếng Thượng Hải), và nhánh Quảng Đông (68 triệu, ví dụ tiếng Quảng Châu). Các nhánh này không thể thông hiểu lẫn nhau, và nhiều phân nhóm của chúng không thể hiểu được các tiếng khác trong cùng một nhánh (ví dụ: Mân Nam). Tuy nhiên, có những khu vực chuyển tiếp nơi các ngôn ngữ từ các nhánh khác nhau chia sẻ đủ đặc điểm để có một số sự thông hiểu hạn chế, bao gồm tiếng Tân Tương với Quan thoại Tây Nam, tiếng Tuyên Châu với Quan thoại Hạ Giang, tiếng Tấn với Quan thoại Trung Nguyên và một số phương ngữ của tiếng Khách Gia với tiếng Cám (mặc dù không thể thông hiểu tiếng Khách Gia chính thống). Tất cả các phương ngữ tiếng Trung Quốc đều có thanh điệu và phần lớn là ngôn ngữ đơn lập.

## Phả hệ
Tiếng Trung Quốc là một phần của ngữ hệ Hán-Tạng, cùng với tiếng Miến, tiếng Tạng và nhiều ngôn ngữ khác phân bố khắp Himalaya và các vùng lân cận.
Dù mối quan hệ giữa các ngôn ngữ trong ngữ hệ này đã được đề xuất từ thế kỷ XIX và nay được chấp nhận rộng rãi, việc phục nguyên tiếng Hán-Tạng nguyên thủy khi so với tiếng Ấn-Âu nguyên thủy thì kém hoàn chỉnh hơn nhiều.
Những khó khăn trong phục nguyên bao gồm sự đa dạng nội tại của hệ, sự thiếu vắng biến tố ở nhiều ngôn ngữ, và ảnh hưởng của sự tiếp xúc ngôn ngữ.
Hơn nữa, nhiều ngôn ngữ nhỏ có mặt ở vùng núi khó tiếp cận, và thường cũng ở khu vực biên giới nhạy cảm. Thiếu sự phục nguyên chắc chắn của tiếng Hán-Tạng nguyên thủy, cấu trúc thượng tầng của ngữ hệ hiện nay vẫn còn bỏ ngỏ. Ngữ hệ Hán-Tạng thường được tạm chia làm hai ngữ tộc: Hán và Tạng-Miến.

## Lịch sử
Những di tích chữ Hán cổ nhất có niên đại từ thời nhà Thương (khoảng 1250 TCN). Những đặc điểm ngữ âm của tiếng Hán thượng cổ có thể được tái dựng dựa trên cách gieo vần trong những bài thơ cổ. Thiết Vận, một từ điển vần, cho ta biết những nét khác biệt giữa tiếng Hán miền bắc và nam đương thời. Trong thời kỳ Nam-Bắc triều, tiếng Hán trung cổ trải qua nhiều sự biến đổi âm vị và chia tách thành nhiều phân chi. Triều đình nhà Minh và thời đầu nhà Thanh sau đó đã sử dụng một dạng ngôn ngữ chung gọi là "Quan thoại". Hán ngữ tiêu chuẩn được tiếp nhận vào thập kỷ 1930, ngày nay được coi là ngôn ngữ chính ở cả Trung Quốc đại lục và Đài Loan.

## Các biến thể của Tiếng Trung Quốc
Các biến thể của tiếng Trung Quốc thường được người bản ngữ coi như những "phương ngôn" của một ngôn ngữ duy nhất, song các nhà ngôn ngữ học đều cho rằng tiếng Trung Quốc với mức độ đa dạng đa dạng ngang với một ngữ tộc.
Sự đa dạng của tiếng Trung Quốc có thể được so sánh với ngữ tộc Rôman, thậm chí còn đa dạng hơn. Có từ 7 đến 13 phân chi tiếng Trung Quốc chính (tùy theo phân loại), trong đó phân chi quan thoại có số lượng người nói đông nhất (khoảng 960 triệu, ví dụ tiếng Quan thoại Tây Nam), theo sau là Ngô (xấp xỉ 80 triệu, ví dụ tiếng Thượng Hải), rồi Mân (trên 70 triệu, ví dụ tiếng Mân Nam) và Quảng Đông (còn gọi là Việt) (trên 60 triệu, ví dụ tiếng Quảng Châu), v.v... Các phân chi trên đều không thông hiểu lẫn nhau, và thậm chí những nhóm phương ngữ trong phân chi Mân cũng không thông hiểu lẫn nhau. Tuy vậy, có trường hợp như tiếng Tương và một số phương ngữ Quan thoại Tây Nam có thể hiểu nhau ở một mức độ nào đó. Mọi phân chi tiếng Trung Quốc đều có thanh điệu và là ngôn ngữ đơn lập phân tích tính. Hán ngữ tiêu chuẩn (phổ thông thoại/quốc ngữ/Hoa ngữ) là dạng chuẩn hóa tiếng Trung Quốc nói, dựa trên cách phát âm của tiếng Bắc Kinh thuộc phân chi Quan thoại. Đây là ngôn ngữ chính thức của Cộng hòa Nhân dân Trung Hoa và Trung Hoa Dân Quốc (Đài Loan), và là một trong bốn ngôn ngữ chính thức của Singapore. Hán ngữ tiêu chuẩn cũng là một trong sáu ngôn ngữ của Liên Hợp Quốc. Hán ngữ tiêu chuẩn là cầu nối giữa các "phương ngôn" không thể thông hiểu lẫn nhau.
Jerry Norman ước tính rằng có hàng trăm biến thể tiếng Trung không thông hiểu lẫn nhau. Một số biến thể có thể được xem như những dãy phương ngữ, tức những nơi gần nhau thì có thể hiểu tiếng nói của nhau, nhưng càng xa nhau thì khác biệt càng lớn. Nói chung, miền nam Trung Quốc lắm đồi núi thì độ đa dạng về "phương ngôn" hơn hẳn vùng bình nguyên Hoa Bắc. Có những khu vực ở Nam Trung Quốc mà người nói phương ngữ của một thành phố lớn cũng chỉ hiểu "sơ sơ" tiếng nói của vùng lân cận. Ví dụ, Quảng Châu cách Ngô Châu
120 dặm (190 km) đường sông, nhưng dạng tiếng Quảng Đông ở Quảng Châu lại giống với của Ngô Châu hơn giống của Đài Sơn, dù Đài Sơn chỉ cách Quảng Châu 60 dặm (95 km). Có những nơi ở Phúc Kiến mà tiếng nói của một huyện (hay thậm chí một làng) không thể thông hiểu với của huyện (hay làng) kế bên.
Cho đến tận nửa cuối thế kỷ XX, người nhập cư gốc Hoa ở Đông Nam Á và Bắc Mỹ chủ yếu đến từ vùng duyên hải đông nam, nơi các phương ngôn Mân, Khách Gia và Quảng Châu hiện diện. Đa số người Bắc Mỹ gốc Hoa có gốc tích ở Đài Sơn và có tổ tiên nói phương ngữ này.
Các phương ngôn thường được xếp vào bảy nhóm:
- Quan thoại: có Hán ngữ tiêu chuẩn, tiếng Bắc Kinh, tiếng Tứ Xuyên và tiếng Đông Can (ở Trung Á)
- Ngô: có tiếng Thượng Hải, tiếng Tô Châu và tiếng Ôn Châu
- Cám
- Tương
- Mân: có tiếng Phúc Châu, tiếng Hải Nam, tiếng Mân Tuyền Chương, tiếng Đài Loan và tiếng Triều Châu
- Khách Gia
- Quảng Đông (Việt), có tiếng Quảng Châu và tiếng Đài Sơn

Phân loại của Lý Vinh, dùng trong Trung Quốc Ngữ Ngôn Địa Đồ Tập (1987), có thêm ba phân chi nữa:
- Tấn, từng được gộp vào Quan thoại.
- Huy Châu, từng được gộp vào Ngô.
- Bình, từng được gộp vào Quảng Đông.

Phân bố của các phân chi tiếng Trung theo Trung Quốc Ngữ Ngôn Địa Đồ Tập

Số người bản ngữ của từng phân chi (chỉ tính tại CHND Trung Hoa và Đài Loan) năm 2004:
- Quan thoại: 798,6 triệu (66.2%)
- Tấn: 63 triệu (5.2%)
- Ngô: 73,8 triệu (6.1%)
- Huy Châu: 3,3 triệu (0.3%)
- Cám: 48 triệu (4.0%)
- Tương: 36,4 triệu (3.0%)
- Mân: 75 triệu (6.2%)
- Khách Gia: 42,2 triệu (3.5%)
- Quảng Đông: 58,8 triệu (4.9%)
- Bình: 7,8 triệu (0.6%)

Một số biến thể tiếng Trung Quốc chưa được phân loại, ví dụ phương ngữ Đam Châu (ở Đam Châu, Hải Nam), tiếng Ngõa Hương (tây Hồ Nam) và tiếng Thiều Châu (bắc Quảng Đông).

## Ngữ pháp
Tiếng Trung Quốc là ngôn ngữ đơn lập, hay là ngôn ngữ phân tích, tức là không làm thay đổi về từ vựng sở hữu cách, từ hình thái, tính từ, số. Chỉ theo thứ tự trước sau của từ và sử dụng từ ảo (hư tự) để diễn đạt được nghĩa. Cấu trúc này giống với tiếng Việt và các ngôn ngữ ở Đông Nam Á.
Các phương ngôn có ngữ pháp khác biệt nhau, cho nên khi dùng bạch thoại văn có thể gây ra hỗn loạn chữ viết, các chữ viết đó gọi là chữ phương ngôn. Cho nên lấy ngữ pháp của Hán ngữ tiêu chuẩn làm ngữ pháp Bạch thoại. Ngữ pháp cổ điển văn học, cùng gọi là Văn ngôn.

## Chữ viết
Hệ chữ chính dùng để viết tiếng Trung là chữ Hán, có hai cách viết là viết dọc truyền thống và viết ngang hiện đại:
- Cách truyền thống: được viết theo hàng dọc, đọc từ trên xuống dưới theo cột, từ cột phải sang cột trái.
- Cách hiện đại: được viết theo hàng ngang, đọc từ trái sang phải theo hàng, từ hàng trên xuống hàng dưới.

Mỗi chữ Hán đại diện cho một hình vị và thường có cách phát âm biến đổi theo phương ngôn. Ví dụ, chữ 一 ("nhất") được đọc là yī trong Hán ngữ tiêu chuẩn, yat1 trong tiếng Quảng Châu và it trong tiếng Mân Tuyền Chương. Từ vựng của những nhánh chính thường khá khác nhau, và dạng viết phi chuẩn của Bạch thoại(ngôn ngữ thông tục) thường có những "chữ phương ngôn" riêng, ví dụ 冇 và 係 (trong tiếng Quảng Châu và Khách Gia), mà có thể bị xem là lỗi thời hay khác lạ trong Quan thoại Bạch thoại văn (dạng viết chuẩn).
"Việt ngữ" Bạch thoại văn(Dạng viết tiếng Quảng Châu thông tục) khá phổ biến trong các trang chatroom và nhắn tin tức thời trực tuyến đối với người Hồng Kông và người nói tiếng Quảng Châu nói chung.
Ở Hồ Nam, phụ nữ ở những vùng nhất định viết bằng Nữ thư, một bộ âm tự bắt nguồn từ chữ Hán. Tiếng Dungan, một phương ngữ Quan thoại, ngày nay được viết bằng chữ Kirin, và trước đây được vỉết bằng chữ Ả Rập. Người Dungan chủ yếu theo Hồi giáo và sống tại Kazakhstan, Kyrgyzstan, và Nga.
Tiếng Trung vốn là đơn âm, tức là một chữ một âm, một âm có thể chia làm thanh, vần, điệu. Chữ Hán đa số không biểu âm để phát âm, nên thời xưa người ta dùng phương pháp Độc nhược (讀若, A đọc gần đúng như A'). Từ sau khi đạo Phật truyền vào Trung Quốc, biết tiếp thu và dịch tiếng Phạn, biết đến Phiên thiết, có thể dùng để làm dấu phát âm. Từ thời cận đại tới ngày nay, đã có Chú âm phù hiệu và Phanh âm cho Tiếng Hán tiêu chuẩn, âm vần từ đây thật rõ ràng.

## Học tập và giảng dạy

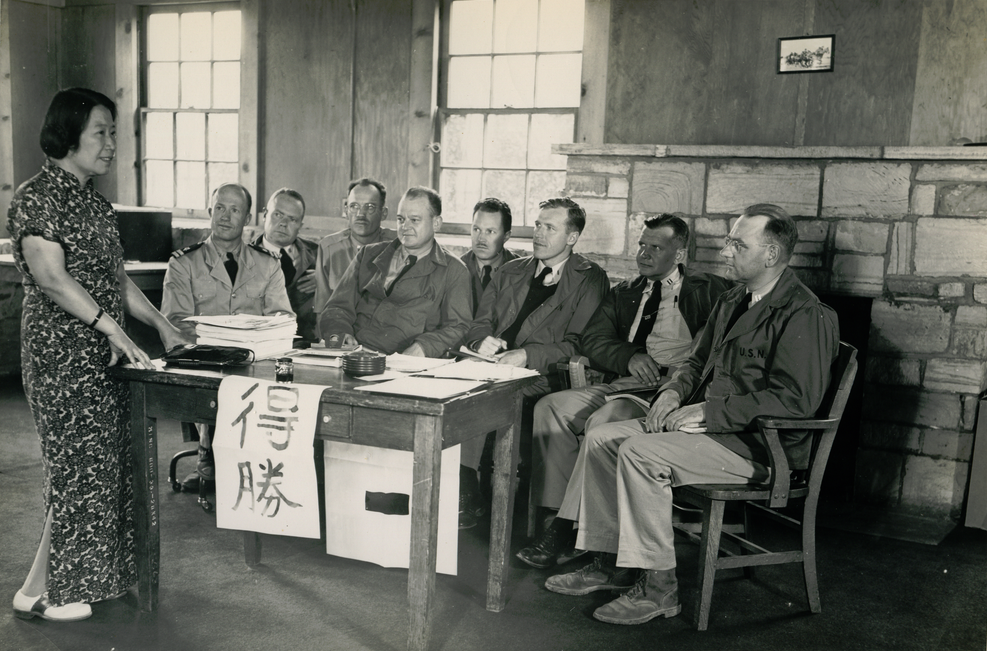
Dương Lệnh Phất, cựu giám tuyển của Bảo tàng Quốc gia Trung Quốc, dạy tiếng Trung tại Civil Affairs Staging Area năm 1945.

Với tầm quan trọng ngày càng tăng và ảnh hưởng của nền kinh tế Trung Quốc trên toàn cầu, việc dạy Hán ngữ tiêu chuẩn ngày càng phổ biến ở các trường học ở Hoa Kỳ và trở thành một chủ đề được nhiều người biết đến trong giới trẻ thế giới phương Tây, như ở Anh.
Năm 1991, có 2.000 sinh viên nước ngoài tham dự Kỳ thi năng lực Hán ngữ của Trung Quốc (còn gọi là HSK, tương đương với Chứng chỉ Cambridge tiếng Anh), trong khi năm 2005 số ứng cử viên đã tăng mạnh lên 117.660. Đến năm 2010, 750.000 người đã tham gia cuộc thi này.
Theo Hiệp hội Ngôn ngữ Hiện đại, có 550 trường tiểu học, trung học cơ sở và cao cấp cung cấp các chương trình tiếng Trung ở Hoa Kỳ vào năm 2015, tăng thêm 100% trong hai năm. Đồng thời, tỷ lệ nhập học các lớp tiếng Trung ở cấp đại học đã tăng 51% từ năm 2002 đến năm 2015. Mặt khác, Hội đồng Giáo dục Ngoại ngữ Hoa Kỳ cũng có con số cho thấy rằng 30.000-50.000 sinh viên đang học tiếng Trung vào năm 2015.
Năm 2016, hơn một nửa triệu học sinh Trung Quốc theo đuổi chương trình giáo dục sau trung học ở nước ngoài, trong khi 400.000 sinh viên quốc tế đến Trung Quốc để học cao hơn. Đại học Thanh Hoa đã đón 35.000 sinh viên từ 116 quốc gia đến học trong cùng năm.
Theo sự gia tăng nhu cầu về tiếng Trung như ngôn ngữ thứ hai, theo Bộ Giáo dục Trung Quốc, có 330 tổ chức dạy tiếng Trung trên toàn cầu. Việc thành lập các Học viện Khổng Tử, là các tổ chức công cộng trực thuộc Bộ Giáo dục Trung Quốc, nhằm mục đích quảng bá văn hoá và ngôn ngữ Trung Quốc cũng như hỗ trợ dạy tiếng Trung Quốc ở nước ngoài. Có hơn 480 Viện Khổng Tử trên toàn thế giới vào năm 2014.

## Từ điển
- Thuyết văn giải tự
- Quảng vận
- Khang Hi tự điển